# Lawalde
Lawalde es un municipio situado en el distrito de Görlitz, en el estado federado de Sajonia (Alemania), a una altitud de 300 metros. Su población a finales de 2016 era de unos 1900 habs. y su densidad poblacional, 130 hab/km².